# Ени Ленокс
Ени Ленокс (енгл. Annie Lennox; Абердин, 25. децембар 1954) је шкотска музичарка, певачица, и текстописац. Она је и соло певачица и водећи вокал музичког дуета Eurythmics, коју су рок музичари прогласили за „највећу живу белу соул певачицу“ на ТВ каналу VH1 у емисији 100 највећих жена рок енд рола 1999. Као соло певачица и са Eurythmics-ом, Ленокс је продала 80 милиона плоча/дискова.

## Живот и каријера

### Младост
Рођена је као Ен Ленокс на Божић, 1954. у Абердину, Шкотска и похађала Вишу школу за девојке у Абердину. Образовани је класични музичар; студирала је флауту на Краљевској музичкој академији у Лондону.
Ени није била сасвим задовољна својим студијама на Краљевској академији. Њен професор флауте је о њој написао: „Ен у почетку није увек била сигурна где да усмери своје напоре, иако је касније била посвећенија раду. Она је, међутим, врло, врло способна." Две године касније Ени је изјавила: „Морала сам да радим као конобарица, барменка, помоћна продавачица." Године 2006. Академија јој је доделила звање почасног члана. Ленокс је такође изабрана за почасног члана Краљевске шкотске академија музике и драме исте године.
Ени је прво била у браку са Рада Раманом, између 1984. и 1985. Од 1988. до 2000. била је у браку са израелским филмским и музичким продуцентом Уријем Фрухтманом, са којим има две кћерке, Лолу и Тали. Фрухтман је био и отац Ениног првог, мртворођеног сина, Данијела, децембра 1988.

### и
Између 1977. и 1980. Ленокс је била водећи вокал групе The Tourists, умерено успешног британског поп бенда, када је први пут сарађивала са Дејвом Стјуартом. Док су били у групи The Tourists, Стјуарт и Ленокс су имали кратку љубавну везу, која је окончана у време кад су основали The Eurythmics.
Енин и Дејвов синтпоп дует Eurythmics је Ени донео светску славу. У раним годинама Јуритмикса, Ени је била позната по свом андрогеном понашању, јер је носила одећу и опонашала Елвиса Преслија. Јуритмикси су издали дугу листу успешних синглова у осамдесетим годинама, међу којима су "Sweet Dreams (Are Made of This)", "Here Comes the Rain Again", "Who's That Girl?", "Would I Lie to You?", "There Must Be an Angel (Playing with My Heart)", "Missionary Man", "You Have Placed a Chill in My Heart" и "Don't Ask Me Why". Иако се дует никада није званично распао, Ени је раскинула сарадњу са Стјуартом 1990. Отада је започела једнако успешну солистичку каријеру.
Од самог почетка своје каријере, Ени је експериментисала са својим имиџом и певачице и жене. Сазрела је као јавна личност у касним годинама 20. века, управо у време када су MTV и видео постали кључно средство популаризације савремене музике. Ени је успела да промишљено управља својим имиџом и као интерпретатор и као промотер своје музике.
Успешна каријера је Ени Ленокс донела значајно богатство, око 30 милиона фунти.

## Дискографија

### Eurythmics
Пре него што је постала соло певачица, Ени је издала бројне албуме и синглове са Јуритмиксом, уз још један албум, Peace, који је објављен у време кад је постала солистичка певачица.

### Соло албуми
| Година | Албум                     | U.K. | U.S. | AUS | Тираж (УК)                  | Тираж (САД)               |
| ------ | ------------------------- | ---- | ---- | --- | --------------------------- | ------------------------- |
| 1992   | Diva                      | 1    | 23   | 7   | 4x платинасти (1,2 милиона) | 2x платинасти (2 милиона) |
| 1995   | Medusa                    | 1    | 11   | 5   | 2x платинасти (600.000)     | 2x платинасти (2 милиона) |
| 2003   | Bare                      | 3    | 4    | 10  | златни (100.000)            | златни (500.000)          |
| 2007   | Songs of Mass Destruction | 7    | 9    | 41  |                             | 232.000                   |

### Синглови
| Year | Song                                              | U.K. | IRL | U.S. | U.S. Dance | AUS | ITA | SWI | SWE | Album                                 |
| ---- | ------------------------------------------------- | ---- | --- | ---- | ---------- | --- | --- | --- | --- | ------------------------------------- |
| 1988 | "Put a Little Love in Your Heart" (with Al Green) | 28   | 30  | 9    | 29         | 6   | –   | 11  | –   | Scrooged soundtrack                   |
| 1992 | "Why"                                             | 5    | 5   | 34   | –          | 17  | 1   | 6   | 10  | Diva                                  |
| 1992 | "Precious"                                        | 23   | –   | –    | –          | 83  | 14  | 37  | 28  | Diva                                  |
| 1992 | "Walking on Broken Glass"                         | 8    | 8   | 14   | –          | 58  | –   | –   | 31  | Diva                                  |
| 1992 | "Cold"                                            | 26   | –   | –    | –          | 80  | –   | –   | –   | Diva                                  |
| 1993 | "Little Bird" / "Love Song for a Vampire"         | 3    | 3   | 49   | 1          | 38  | 7   | 34  | –   | Diva Bram Stoker's Dracula soundtrack |
| 1995 | "No More I Love You's"                            | 2    | 2   | 23   | 1          | 16  | 1   | 14  | 15  | Medusa                                |
| 1995 | "A Whiter Shade of Pale"                          | 16   | 25  | 101  | –          | 58  | –   | 26  | –   | Medusa                                |
| 1995 | "Waiting in Vain"                                 | 31   | –   | –    | –          | –   | –   | –   | –   | Medusa                                |
| 1995 | "Something So Right" (with Paul Simon)            | 44   | –   | –    | –          | –   | –   | –   | –   | Medusa                                |
| 2003 | "Pavement Cracks"                                 | –    | –   | –    | 1          | –   | –   | –   | –   | Bare                                  |
| 2004 | "A Thousand Beautiful Things"                     | –    | –   | –    | 1          | –   | –   | –   | –   | Bare                                  |
| 2004 | "Wonderful"                                       | –    | –   | –    | 1          | –   | –   | –   | –   | Bare                                  |
| 2007 | "Dark Road"                                       | 19   | –   | –    | –          | –   | 10  | 45  | –   | Songs of Mass Destruction             |
| 2007 | "Sing" (with Various Artists)                     | –    | –   | 29   | 18         | –   | –   | –   | –   | Songs of Mass Destruction             |

## Награде
Ени Ленокс је добила током каријере многе награде:
Награда Академије
- 2004 - Најбоља оригинална песма (за Into The West)

Награда Греми
- 1987 - Најбоља рок интерпретација дуета или групе (Eurythmics) (за Missionary Man)
- 1992 - Најбољи музички виде - Long Form (за Diva)
- 1995 - Најбоља интерпретација женског поп вокала (за No More I Love You's)
- 2004 - Најбоља песма писана за филм, телевизију или друге визуелне медије (за Into The West)

Британске награде
- 1984 - Најбоља женска соло певачица
- 1986 - Најбоља женска соло певачица
- 1989 - Најбоља женска соло певачица
- 1990 - Најбоља женска соло певачица
- 1993 - Најбоља женска соло певачица
- 1993 - Најбољи британски албум (за Diva)
- 1996 - Најбоља женска соло певачица

Награда Златни глобус
- 2004 - Најбоља оригинална песма - филм (за Into The West)

Друге награде
- 2002 - Награде Билборд